# Bultkoppapegaaivis
De bultkoppapegaaivis (Bolbometopon muricatum) is de grootste en behoedzaamste soort van de familie papegaaivissen (Scaridae). Het is de enige soort in het geslacht Bolbometopon.
Men treft deze papegaaivis aan op de koraalriffen van de Indische Oceaan, Stille Oceaan en de Rode Zee. De vissen kunnen meer dan 1 meter lang worden en tot 50 kg wegen.
Deze soort wijkt af van de lipvissen door het verticale profiel van de kop. De bultkoppapegaaivissen bewegen zich meestal in grote scholen voort over het koraalrif. Net als sommige andere soorten papegaaivissen bijten zij bij het verzamelen van voedsel (algen en koralen) van tijd tot tijd stukken uit het koraal. Soms gebruiken zij daarbij hun kop al stormram. Zij zijn zeer voorzichtig, en moeilijk door duikers te benaderen. Hun kleur is grijsachtig tot donkergroen met witte vlekken. Jonge vissen bevinden zich vaak in ondiepe lagunes van het koraalrif.

## Synoniemen
- Bolbometopon muricantum (typefout)
- Bolbometopon muricatus (verkeerd grammaticaal geslacht)
- Callyodon muricatus
- Scarus muricatus

## Populaire namen
- Nederlands: Bultkoppapegaaivis
- Afrikaans: Ramkop-papegaaivis
- Engels: Humphead parrotfish, Green humphead parrotfish, Double-headed parrotfish
- Frans: Perroquet à bosse, Perroquet à bosse vert